# Akce (politická strana)
Akce (italsky Azione, Az) je italská progresivní politická strana. Stranu založil v roce 2019 Carlo Calenda, dosavadní člen Demokratické strany a ministr pro ekonomický rozvoj v letech 2016 až 2018. V parlamentních volbách 2022 Akce získala v koalici se stranou Italia Viva 8 procent hlasů. Prostřednictvím Calendy má také zastoupení v Evropském parlamentu. Silným tématem strany je boj proti populismu.

## Historie
Strana má kořeny v platformě Jsme Evropané (Siamo Europei, SE), kterou Carlo Calenda založil v lednu 2019. Jejím cílem bylo sjednotit pro nadcházející volby do Evropského parlamentu strany Středolevicové koalice. Calendovu iniciativu uvítal lídr největší Demokratické strany (PD)  Nicola Zingaretti, většina menších koaličních partnerů ale společnou kandidaturu odmítla.
Nakonec demokraté utvořili kandidátku Demokratická strana – Jsme Evropané, zahrnující kromě PD ještě menší levicovou stranu Článek jedna. Ve volbách kandidátka získala  23 procent hlasů a skončila na druhém místě. Calenda kandidoval v regionu Severovýchod, kde získal nejvíce hlasů z celé listiny.
V srpnu 2019 přišla vládní krize, kdy pravicově populistická Liga severu odešla z vlády s populistickým Hnutím pěti hvězd (M5S). Následně se Demokratická strana dohodla na koalici s M5S; s tím Carlo Calenda ostře nesouhlasil. Prohlásil, že se PD zřekla reformistů a že je třeba založit nové liberálně progresivní hnutí. Demokratickou stranu opustil 5. září, kdy byl nový kabinet uveden do úřadu. Následně ohlásil přetvoření platformy SE na samostatnou politickou stranu; ta dostala název Akce.
Do strany vstoupili dva poslanci Poslanecké sněmovny a jeden senátor. Ve sněmovně i v Senátu Akce utvořila společnou podskupinu v rámci Smíšené skupiny s liberální formací Více Evropy.
V listopadu 2021 Carlo Calenda v Evropském parlamentu vystoupil z frakce Pokrokové spojenectví socialistů a demokratů a stal se členem liberální skupiny Obnova Evropy.
V lednu 2022 byla podepsána dohoda o vytvoření federace s uskupením Více Evropy. Obě strany již spolupracovaly dříve, dohoda nově počítá se společnými kluby v regionálních zastupitelstvech, vstupem Akce do Aliance liberálů a demokratů pro Evropu a hlavně společnou kandidátkou pro příští parlamentní volby. Cílem federace je boj proti populismu a nacionalismu, konkrétně pak zisk 10 procent v parlamentních volbách.
Během vládní krize v červenci 2022 do strany přešla ministryně pro záležitosti regionů Mariastella Gelmini, do té doby členka formace Forza Italia (FI). FI opustila na protest proti tomu, že její senátorský klub nepodpořil vládu Maria Draghiho v hlasování o důvěře. O pár dní později ji do Akce ze stejného důvodu následovala ministryně pro jih a územní soudružnost Mara Carfagna.

## Volební výsledky

### Poslanecká sněmovna
| Volby | Hlasy        | Hlasy        | Mandáty | Mandáty | Pozice | Postavení |
| Volby | Abs.         | %            | Abs.    | ±       | Pozice | Postavení |
| ----- | ------------ | ------------ | ------- | ------- | ------ | --------- |
| 2022  | Koalice s IV | Koalice s IV | 11/400  | ▲11     | ▲7.    | Opozice   |

### Senát
| Volby | Hlasy        | Hlasy        | Mandáty | Mandáty | Pozice |
| Volby | Abs.         | %            | Abs.    | ±       | Pozice |
| ----- | ------------ | ------------ | ------- | ------- | ------ |
| 2022  | Koalice s IV | Koalice s IV | 4/200   | ▲4      | ▲8.    |

### Regionální parlamenty
| Region         | Rok  | Hlasy        | %   | Mandáty | ±  |
| -------------- | ---- | ------------ | --- | ------- | -- |
| Údolí Aosty    | 2020 |              |     | 0/35    | –  |
| Benátsko       | 2020 |              |     | 0/51    | –  |
| Emilia-Romagna | 2020 | 124 591 (4.) | 5.7 | 1/50    | ▲1 |
| Ligurie        | 2020 |              |     | 0/41    | –  |
| Toskánsko      | 2020 |              |     | 0/41    | –  |
| Marche         | 2020 | 12 884 (10.) | 2.1 | 0/31    | –  |
| Kampánie       | 2020 |              |     | 0/51    | –  |
| Apulie         | 2020 | 5 062 (19.)  | 0.3 | 0/51    | –  |
| Basilicata     | 2024 | 19 646 (19.) | 7.5 | 2/21    | ▲2 |
| Kalábrie       | 2021 |              |     | 0/30    | –  |